# نجوع بني حسين
قرية نجوع بني حسين هي إحدى القرى التابعة لمركز أسيوط في محافظة أسيوط في جمهورية مصر العربية. حسب إحصاءات سنة 2006، بلغ إجمالي السكان في نجوع بني حسين 4653 نسمة، منهم 2329 رجل و2324 امرأة.